# Алън Парсънс
Алън Парсънс (на английски: Alan Parsons) е английски звукорежисьор, автор на песни, музикант и музикален продуцент. 
Той е звукорежисьор на забележителни албуми, включително Abbey Road (1969) и Let It Be (1970) на Бийтълс, The Dark Side of the Moon (1973) на Пинк Флойд и едноименния дебютен албум от 1975 г. на Амброзия. Собствената му група Алън Парсънс Проджект, както и последвалите му солови записи също са търговски успешни. Към юни 2023 г. има 14 номинации за награди „Грами“, като първата му победа е през 2019 г. за най-добър завладяващ аудио албум за Eye in the Sky (издание за 35-ата годишнина).
Той е Офицер на Ордена на Британската империя (на англ. OBE).

## Биография и кариера

### Начални години
Алън Парсънс е роден на 20 декември 1948 г. в Лондон, Англия, в семейството на Джийн Келти Маклауд и Денис Парсънс. Като дете учи пиано и флейта, а като тийнейджър се запалва по свиренето на китара в различни групи по време на училищния период.
През 1965 г., на 16 години, е нает от И Ем Ай в Западен Лондон и е назначен в склада за дублиране на ленти. Между края на 1966 г. и началото на 1967 г. успява да се справи с главните ленти на албума Sgt. Pepper's Lonely Hearts Club Band, който Бийтълс записват именно с И Ем Ай. През октомври 1967 г. неговият професионализъм е забелязан и И Ем Ай му намира място като асистент звукорежисьор в Студио „Аби Роуд“ в Лондон. През 1968 г. с аматьорската си група The Earth записва албума Elemental, който ще бъде издаден едва през 2016 г. от бившия лидер на групата Иън Харис.

### 1969 – 1970
През 1969 г. Алън Парсънс сътрудничи като студиен асистент в създаването на известния и последен концерт на живо на Бийтълс, проведен на 30 януари на покрива на Студия „Епъл“. Алън е пряк свидетел на събитието, тъй като той също е на терасата на сградата. През януари 1969 г. в Студио „Аби Роуд“ той работи върху албума на Бийтълс Let It Be, който излиза едва през май 1970 г., като междувременно Парсънс е потвърден като втори звукорежисьор в екипа на Джеф Емерик и Джордж Мартин за създаването на последвалия албум на Бийтълс Abbey Road, издаден на 26 септември 1969 г. и в който той е признат за първи път.
Също така през 1969 г. си сътрудничи с множество групи, обхванати от И Ем Ай, включително Прокъл Харъм и Холис, и провежда някои сесии за Пинк Флойд по време на записа на албума Ummagumma.
През 1970 г., след разпадането на Бийтълс, Парсънс си сътрудничи с Джордж Харисън в албума All Things Must Pass и с Пол Маккартни в албума McCartney. През същата година си сътрудничи с много изпълнители, включително Рой Харпър за албума Stormcock, Фреди енд Дриймърс за Oliver In The Overworld и Крис Спединг за Backwood Progression.

### 1970 – 1976
През 1970 г. Алън Парсънс е повикан отново от Пинк Флойд, за да проследи записа на албума им Atom Heart Mother. През 1971 г. е призован да допринесе за създаването на албума им Meddle.
Сътрудничеството с Пол Маккартни продължава с албумите Ram и Wild Life от 1971 г. В края на 1971 г. като звукорежисьор записва двойния албум Inori на Карлхайнц Щокхаузен. 
Сред многото албуми, записани като инженер през 1972 г., са Only Lick I Know на Крис Спединг, Romany на Холис и четвъртият солов албум на Пол Маккартни Red Rose Speedway.
През юни 1972 г. той е нает, отново като звукорежисьор, от Пинк Флойд, за да направи големия световен успех на албума им The Dark Side of the Moon, който излиза през март 1973 г. Заради отличната си работа Парсънс е номиниран на наградите Грами през 1974 г. в категорията за най-добър запис на звукорежисьор.
В резултат на успеха, постигнат с Пинк Флойд, исканията за сътрудничество като звукорежисьор се увеличават: през 1973 г. той работи по дебютния албум на Каяк See See The Sun и по два албума на Рой Уд – Boulders и Wizzard Brew.
През 1974 г. започва дейността си като музикален продуцент, като все повече изпълнители се обръщат към него чрез И Ем Ай. Дебютът в новата роля се осъществява със Стив Харли, лидерът на Кокни Ребъл, за албума The Psychomodo, за да пристигне през същата година с продукцията на сингъла Magic – голям успех, съдържащ се в едноименния дебютен албум, изцяло продуциран от Парсънс, на група Пайлът с членове Стюарт Тош, Иън Беърнсън и Дейвид Пейтън – всички бъдещи звезди на Алън Парсънс Проджект. Освен това за И Ем Ай той също продължава да работи като звукорежисьор, сред многото сътрудничества със Саманта Джоунс за албума ѝ Sing It Again Sam, с Холис за едноименния им албум Hollies и с Тери Силвестър за дебютния му албум.
Веднага след първите успехи като продуцент, които обаче не му носят облаги извън фиксираната заплата на И Ем Ай, Алън Парсънс среща Ерик Улфсън, който предлага себе си за мениджър. Сътрудничеството започва веднага и след като отхвърля обаждането на Пинк Флойд за албума им Wish You Were Here, тъй като не възнамеряват да му дават хонорари, започват успехите му с продукциите на Ал Стюарт, Джон Майлс, Холис, Пайлът, Ричард Майхил, Джак Харис и Амброзия.
Парсънс продуцира и три албума на Пайлът – шотландска поп рок група, чиито хитове включват "January" и "Magic". Той също така миксира дебютния албум на американската група Амброзия и продуцира втория им албум Somewhere I've Never Traveled. Парсънс е номиниран за наградата „Грами“ и за двата албума.
В работата си по песента "Year of the Cat" на Ал Стюарт от 1976 г. той добавя саксофонната част и трансформира оригиналната фолклорна концепция в балада, повлияна от джаза, която поставя Стюарт в класациите.

### Алън Парсънс Проджект
През 1975 г., с Ерик Улфсън Алън Парънс основава прогресив рок групата Алън Парсънс Проджект, чието първоначално ядро е съставено от тях двамата, които от време на време викат множество сесийни изпълнители и музиканти за индивидуални записи. Основните сътрудници са членовете на двете групи, които Парсънс следва като продуцент през тези години: Дейвид Пейтън, Били Лайъл, Иън Беърнсън и Стюарт Тош от Пайлът, и Джо Пуерта, Бърли Дръмънд, Кристофър Норт и Дейвид Пак от Амброзия. За петнадесет години дейност групата издава десет студийни албума. Към тях е добавен неиздаденият The Sicilian Defense, първоначално отхвърлен през 1979 г., включен през 2014 г. в бокс-сета The Complete Albums Collection, съдържащ всички дискове на проекта. Отделна дискусия за диска, който трябва да бъде официално единадесетият, Freudiana, но който след разногласия между Парсънс и Улфсън е публикуван от името на последния и без логото на Алън Парсънс Проджект, макар че продукцията, авторите, певците и музикантите са същите като в предишните албуми.
За разлика от повечето рок групи Алан Парсънс Проджект никога не свирят на живо по време на апогея си, въпреки че пускат няколко музикални видеоклипа. Единственото им изпълнение на живо по време на първоначалното им въплъщение е през 1990 г. През 1990 г., след издаването на Freudiana, те официално се разпадат. Парсънс продължава да издава произведения от свое име и в сътрудничество с други музиканти. Той и групата му редовно обикалят много части на света.

#### АлбумTales of Mystery and Imagination Edgar Allan Poe
Алън Парсънс и Ерик Улфсън започват през април 1975 г. да записват песните, които формират, след дълга и внимателна работа, албума Tales of Mystery and Imagination - Edgar Allan Poe („Приказки за мистерия и въображение - Едгар Алън По“), излязъл през май 1976 г. Албумът е структуриран като концепция с всички песни, вдъхновени от произведенията на Едгар Алън По и веднага се радва на голям успех, особено в Европа, където в Германия достига 11-о място в класациите по продажби и достига днес, с различни преиздания, продажба над 8 млн. копия.
Докато е ангажиран с реализацията на първия албум на АПП, през май 1975 г., Алън Парсънс е помолен за специално сътрудничество, като звукорежисьор, за да миксира в квадрафоничен режим парчето Tubular Bells от Майк Олдфийлд, което ще бъде включен в албума Quadrafile (Four Speakers Four Systems Four Sides), издаден в ограничено издание през 1976 г.
На наградите "Грами" през 1976 г. Алън Парсънс има две номинации от пет в категорията „Най-добър запис на звукорежисьор, некласически", след като я е получил както и за първия албум на АПП, така и за втория албум на Амброзия Somewhere I've Never Travelled. Той обаче не печели наградата.
Също така през 1976 г. Парсънс е зает, след албума на Ал Стюарт Modern Times от 1975 г., с продуцирането на новия албум на Стюарт Year of the Cat.

#### АлбумI Robot
След като подписват богат договор с Ариста Рекърдс, през декември 1976 г. Парсънс и Улфсън започват да записват в Студио „Аби Роуд“ новия албум на АПП, озаглавен I Robot („Аз, роботът“) и следователно посветен на историите на Айзък Азимов и на технологичното бъдеще, което очаква човечеството. Албумът е издаден през юни 1977 г., по същото време като филма на Джордж Лукас „Междузвездни войни“ и няколко месеца преди „Близки срещи от третия вид“ на Стивън Спилбърг, и следователно веднага постига успех, достигайки незабавно девета позиция в американските класации и спечелване на платинения диск за надхвърляне на 1 млн. продадени копия. Албумът влиза в челната десетка в много страни, достигайки върха на второ място в Германия, Испания и Нова Зеландия. След успеха излиза и първият музикален видеоклип на АПП към песента I Wouldn't Want To Be Like You.
Едновременно с това Парсънс продуцира последния албум на Пайлът Two's a Crowd.

#### АлбумPyramid
През септември 1977 г., докато успехът на продажбите на предишния албум все още е в ход, Парсънс и Улфсън започват записите за новия албум Pyramid („Пирамида“), който има като основна тема Древен Египет и мистерията. Албумът е издаден през май 1978 г. и постига нов успех по отношение на продажбите, макар и по-ниски от предишния албум, а Парсънс получава нова номинация за наградите „Грами“ през 1978 г., отново в категорията „Най-добър запис на звукорежисьор, некласически"
През 1978 г. Парсънс се грижи и за продуцирането на новия албум на Ал Стюарт Time Passages, записан в Лос Анджелис, и за реализацията на песента Boulder To Birmingham на Холис, записана в Англия.
След успеха на Pyramid, през есента на 1978 г. Алън Парсънс се премества в Монако, също поради данъчни причини, и остава там до 1981 г.

#### АлбумEve
След като създават малко звукозаписно студио в апартамента си в Монте Карло, Алън и Ерик започват да записват песни за следващия албум, който наричат Eve („Ева“). И този албум следва схемата на концепцията, като обвързва песните с темата за жената, за нейното съперничество с мъжа и от духовна гледна точка. За завършване на записите е използвано и студио по средата между Монте Карло и Ница – Студио „Сюпър Беър“, което през онези години също е посещавано от Пинк Флойд и Елтън Джон. Eve излиза през август 1979 г. и продължава да има успех, особено в Европа, където в Германия албумът и сингълът Lucifer достигат първо място в класациите.
За албума Парсънс получава нова номинация на наградите „Грами" през 1979 г. в категорията „Най-добър зaпис на звукорежисьор, некласически“.
През 1979 г. Парсънс продуцира новия албум на Джон Майлс More Miles Per Hour.

#### АлбумThe Turn of a Friendly Card
Престоят в Монако и очакваната посещаемост в казино Монте Карло стимулират темата на следващия албум, който ще се занимава със света на хазарта и неговите рискове. Записите на The Turn of a Friendly Card („Редът на приятелска карта“) започват в края на 1979 г. и този път Алън и Ерик решават да използват по-добре оборудвано звукозаписно студио, премествайки се в Париж за известно време. Албумът е издаден през ноември 1980 г. и се радва на голям успех по отношение на продажбите, които отстъпват само на албума Eye in the Sky. Той достига 13-а позиция в американските класации, но както винаги е много популярен в Европа, достигайки второ място както в Австрия, така и в Германия.
Предвид успеха са направени и три видеоклипа за три песни от него: The Gold Bug, Games People Play и The Turn of a Friendly Card (Part Two). За песента May Be A Price To Pay обаче е направен промоционален видеоклип с кадри, заснети в звукозаписното студио в Монтекарло.
През 1981 г. Парсънс получава четвъртата номинация за Награда „Грами“ за албум на АПП, отново в категорията „Най-добър запис на звукорежисьор, некласически“.

#### АлбумEye in the Sky
Обратно в Англия, също благодарение на значително намалените данъци, Парсънс и Улфсън започват да записват новия албум през втората половина на 1981 г., наричайки го Eye in the Sky („Око в небето“). Той е записан в Студио „Аби Роуд“, а темата му е Големият брат на Джордж Оруел, и в божествен смисъл. Графичният дизайн е създаден от Хипнозис на Сторм Торгерсън, който създава за Eye in the Sky окото на Хор като отличителен символ, който по-късно става символ на Алън Парсънс Проджект и по-късно на Алан Парсънс като цяло. Eye in the Sky излиза през май 1982 г. и веднага се превръща в най-големият успех на групата на Парсънс: в САЩ завършва седми, в Канада, Нидерландия, Норвегия и Нова Зеландия завършва трети, в Италия втори и както обикновено първи в Австрия и Германия. Сингълът Eye in the Sky се радва на значителен успех, пристигайки трети в САЩ и първи в Канада и Испания, като цяло има отлични резултати във всички европейски страни, включително Италия, където пристига пети.
Сред тези от проекта, песните в албума ще бъдат най-използваните през 80-те и 90-те години по радиото и телевизията, с инструментала Mammagamma, изпратен в непрекъснат цикъл в края на програмирането на някои радиостанции, и Sirius, които в 90-те се използва в продължение на шест сезона като фон за играчите на Чикаго Булс да излязат на терена.
С тази от 1982 г. за Eye in the Sky Парсънс стига до десетата номинация на наградите „Грами“, без обаче да успее да я спечели.
В резултат на успеха на Eye in the Sky през 1983 г. през октомври е публикувана първата компилация на АПП – The Best of the Alan Parsons Project, а Андрю Пауъл преаранжира най-добрите песни на групата, като издава албума Andrew Powell and The Philharmonia Orchestra Play The Best of The Alan Parsons Project.

#### АлбумAmmonia Avenue
През 1983 г. е записан новият албум на АПП Ammonia Avenue („Амонячен булевард“), който няма истинска обща нишка, но въпреки това е вдъхновен от големите фабрики и темата за замърсяването. Той е издаден през февруари 1984 г. и е първият албум на АПП, който е издаден и на CD. Албумът не повтаря рекордните резултати от предишния, но потвърждава високото ниво, достигнато от групата, заемайки 14-о място в САЩ, пето в Италия, Австрия и Норвегия, второ в Испания, първо в Германия, Холандия и Швейцария.
Заснети са видеоклипове за Prime Time и Don't Answer Me, от които вторият е успешен от качествена гледна точка и получава номинация за 1984 Видео музикалните награди на Ем Ти Ви.

#### АлбумVulture Culture
През май 1984 г. Парсънс и Улфсън започват записи за албума Vulture Culture, чиято концепция е острата критика на съвременното общество, определено в заглавието като „култура на лешояди“, в която най-умните се опитват да печелят за сметка на ближния. Като певци, освен Ерик Улфсън, са избрани Колин Блънстоун, Дейвид Пейтън, Крис Рейнбоу и Лени Закатек. Записите завършват през юли 1984 г., албумът излиза през февруари 1985 г. и докато в англоговорещите страни е приет студено, влиза първите десет в почти всички европейски страни с обичайните отлични резултати в Нидерландия с трето място, Испания и Швейцария с второ и първо място в Германия.
За песента Let's Talk About Me е направен и видеоклип.
Това е единственият албум на АПП без подкрепата на оркестрации, дирижирани от Андрю Пауъл, защото диригентът е ангажиран в създаването на саундтрака към филма „Жената ястреб“ с Мишел Пфайфър. През 1985 г. Алън Парсънс продуцира саундтрака на филма, композиран от Андрю Пауъл.

#### АлбумStereotomy
През октомври 1984 г. започват записите за албума Stereotomy в Студия „Мейфеър“ в Лондон, когато все още работят върху финалните етапи за публикуването на Vulture Culture, а името на албума е предложено на Ерик Улфсън от историята на Едгар Алън По „Убийствата на улица „Морг“, в които думата „стереотомия“ дава на главния герой уликата да стигне до дъното на мистерия. Концепцията на този албум е много по-трудна за възприемане и се отнася до факторите, които влияят на живота на хората, за добро или за лошо: алкохол, секс, слава и желание за постигане на цели. Stereotomy със сигурност е най-роковият албум на АПП и Парсънс за първи път прави изцяло дигитален албум. Джон Майлс, Крис Рейнбоу, Гари Брукър, Стив и Греъм Дай са подписани като певци.
След записи през август 1985 г., Stereotomy е издаден през януари 1986 г.; само в Германия през ноември 1985 г. той постига добър резултат, но не успява да повтори успехите на другите албуми в класациите по продажби, с пето място в Испания като най-добро класиране. За сингъла Stereotomy е направен видеоклип с революционни техники, но визуално непривлекателен. Сред другите характеристики на албума е, че съдържа най-дългото инструментално парче, правено някога от АПП – Where's The Walrus?, и за първи път след албума Eve от 1979 г. Ерик Улфсън не пее в нито една песен.
На наградите Грами през 1986 г. Парсънс получава две номинации, едната за инструменталното парче Where's The Walrus?, което влиза в категорията за най-добро рок инструментално изпълнение (оркестър, група или солист), и втора за обложката на албума в категорията за най-добър пакет от албуми. Не получава награда.
През 1985 г., по време на записа на Stereotomy, Филипс прави промоционален видеоклип с интервю с Парсънс и Улфсън, за да повиши осведомеността за компактния диск, който през онези години започва да се използва в дискографиите на най-добрите изпълнители.

#### АлбумGaudi
През октомври 1985 г. Парсънс и Улфсън започват да записват песните, които ще бъдат включени в албума Gaudi, а концепцията се фокусира върху живота и творчеството на каталонския художник Антони Гауди. Записите се провеждат, в допълнение към вече тестваното Студио „Мейфеър“, в чисто новото лично студио, току-що построено от Алан Парсънс в дома му в село Бененден, Кент, наречено „Грандж“, и завършва през август 1986 г. Албумът излиза през януари 1987 г., като не получава голямо признание в англоговорещите страни и достига добри позиции на европейските пазари: по-специално завършва втори в Холандия, шести в Германия и воден от заглавието – 1-ви в Испания.
В албума участват Иън Беърнсън на китари, Ричард Котъл на клавишни и саксофон, Стюарт Елиът на барабани и новият член Лоурънс Котъл на бас китара; Андрю Пауъл дирижира оркестъра; певци са Джон Майлс, Лени Закатек, Ерик Улфсън и Джеф Барадейл.
Създаден е и видеоклип за сингъла Standing on Higher Ground.

#### АлбумTales of Mystery and Imagination Edgar Allan Poe- 1987
През ноември 1987 г. първият албум на АПП Tales of Mystery and Imagination - Edgar Allan Poe е преиздаден на компакт диск, ремастериран и ремиксиран от Парсънс в новото му студио. Той ретушира всички песни, подобрявайки всичко възможно и добавяйки някои пасажи към синтезаторите, добавени са и китарните сола на Беърнсън. Основната новост е включването на разказите на Орсън Уелс , записани през 1976 г., но след това отложени и използвани само в радио рекламни спотове.
През ноември 1987 г. е публикувана компилацията The Best of The Alan Parsons Project Vol.2, която съдържа най-добрите песни от последните четири албума, които липсват в първия том на The Best от 1983 г. За да се възползвате от известността на песента Limelight, подсилена от телевизионната реклама на добре позната марка в Европа, компилацията е озаглавена Limelight The Best of Vol.2 за този пазар.
През ноември 1988 г. е публикуван сборният албум The Instrumental Works, който съдържа селекция от 10-те най-добри инструментални произведения, направени от АПП.

#### АлбумFreudiana
След приключване на работата по преиздаването на Tales of Mystery and Imagination през декември 1987 г. Парсънс и Улфсън подписват договор с И Ем Ай за издаване на нов албум на АПП. Работата по записите продължава близо две години в Студио „Грандж“ на Парсънс, а музикантите са същите като в предишните албуми с Иън Беърнсън на китари, Стюарт Елиът на барабани и перкусии, Лори Котъл на бас китара, Ричард Котъл на синтезатори и саксофон, Андрю Пауъл на оркестрови аранжименти, Ерик Улфсън на клавишни и пиано. Алън Парсънс, освен продукцията има няколко участия на клавишни. Певците са Ерик Улфсън, Лео Сейър, Греъм Дай, Флаинх Писетс, Кики Дий, Ерик Стюарт, Франки Хауърд, Марти Уеб, Гари Хауърд, Крис Рейнбоу и Джон Майлс. Freudiana е публикувана на 11 октомври 1990 г. и концепцията, която обединява всички песни, е животът и творчеството на Зигмунд Фройд, но поради несъгласие между Парсънс и Улфсън не е приписана на АПП, а просто е озаглавена „Freudiana от Eric Woolfson“. Сблъсъкът възниква от решението на Улфсън, че по време на фазата на запис да създаде собствена компания и след това да постави мюзикъл, използвайки Freudiana. Парсънс, който иска да не го превръща в мюзикъл, не одобрява използването на името на АПП. Албумът, без никаква връзка с АПП, има много малка видимост и продажби далеч под очакванията.
За песента Freudiana е направен видеоклип, последният на АПП, в който освен танцьори и статисти, единственият член на групата, който се появява, е Ерик Улфсън, койкто свири на пиано и пее.
Парсънс продължава да си сътрудничи по мюзикъла Freudiana, занимавайки се с техническата част на първите реплики, от които има почти четиристотин, и въпреки че представленията винаги са разпродадени, те не напускат Виена. Улфсън започва да говори за създаване на друг мюзикъл, но пътищата на двамата се разделят окончателно, а Парсънс не се чувства подходящ в света на театъра. Следователно Freudian остава последното, некредитирано сътрудничество на Алън Парсънс Проджект.

### Алън Парсънс
През октомври 1990 г. Алън Парсънс и Ерик Улфсън, с всички членове на тяхната група, правят първото си и последно участие на живо заедно на музикалния фестивал Night of the Proms, проведен от 25 до 27 октомври в Антверпен, Белгия. Изпълненията в трите вечери са единствените в историята, в които под името „Алън Парсънс Проджект“ цялата група изпълнява на живо, с оркестъра, дирижиран от Андрю Пауъл, Алън Парсънс на миксера, Ерик Улфсън зад кулисите, с вокали от Лени Закатек, Гари Брукър и Дейвид Пейтън, Иън Беърнсън на електрическа китара, Ричард Котъл на саксофон и клавишни и Лори Котъл на бас китара. Въпреки че е завършен вокалист, кийбордист, басист, китарист и флейтист, Парсънс пее само редки и случайни части в албумите си, като беквокалите в песента „Time“. Докато свиренето му на кийборд присъства доста в албумите на Алън Парсънс Проджект, много малко записи включват неговата флейта.
През 1991 г. Алън Парсънс решава със семейството си да се премести в Санта Барбара, Калифорния, където купува къща и продава всички свои имоти в Англия, включително звукозаписното студио „Грандж“. В Калифорния Парсънс остава много малко, тъй като семейството не успява да приеме промяната. След това се връща в Англия и започва да изгражда ново звукозаписно студио – „Парсоникс“.
През ноември 1992 г. Парсънс публикува книга за служителите в звукозаписното студио – The Master Tape Book. Бил Фостър и Крис Холебоун си сътрудничат по нея, а предговорът е от Фил Колинс.
През 1993 г. той създава със Стивън Корт албум, озаглавен Sound Check, посветен на служители, за професионалните аудио тестове на оборудването.

#### АлбумTry Anything Once
След разпадането на Алън Парсънс Проджект Парсънс записва в студиото си Парсоникс, от октомври 1992 г. до август 1993 г., за нов албум и започва своята солова дейност с единственото име „Алън Парсънс“, записвайки първия си албум Try Anything Once („Опитай каквото и да е по веднъж“) издаден на 26 октомври 1993 г. Новата група включва Иън Беърнсън, Стюарт Елиът, Андрю Пауъл, Дейвид Пак и Ричард Котъл, а като певци са поканени да си сътрудничат с Крис Томпсън, Ерик Стюарт и Джаки Копланд. Албумът не постига желаните резултати, влизайки в Топ сто само в Германия и Нидерландия.
Песента Turn It Up също стартира като сингъл със създаването на добре направен видеоклип. За промоцията на албума е създаден специален спот за телевизионно и филмово разпространение.
На 14 октомври 1993 г., няколко дни преди издаването на Try Anything Once, Алън и групата му участват в концерта за Босна „Деца под обсада“ в Гръцкия театър в Лос Анджелис. След трите вечери на октомври 1990 г. това е вторият път, когато Алън Парсънс и неговата група изпълняват на живо, изпълнявайки три песни Sirius, Eye in the Sky и Turn It Up.

#### Алън Парсънс Лайв Проджект
През май 1994 г. започва европейско турне от девет дни, което представлява първото турне на Парсънс за почти 20 години звукозаписна дейност. На това турне той се представя като Алън Парсънс Лайв Проджект и вика Иън Беърнсън, Ричард Котъл, Андрю Пауъл, Стюарт Елиът, Джеръми Мийк, Крис Томпсън и Гари Хоуърд. От турнето идва албумът Live – първият запис на живо на Алън Парсънс, издаден през 1994 г. в Европа. През 1995 г. е издаден и в САЩ със заглавието The Very Best Live и с добавянето на три песни, специално записани в студоно му Парсоникс през февруари 1995 г., When, Take The Money And Run и кавър версията на You 're The Voice от Джон Фарнъм.

#### Световен концерт на свободата
През 1995 г. Парсънс става художествен директор на Световния концерт на свободата (World Liberty Concert) – важният концерт, проведен на 8 май в Арнем, Нидерландия, за да отпразнува 50-ата годишнина от края на Втората световна война. Участващите в концерта са Джо Кокър, Арт Гарфънкъл, Синди Лоупър, Ует Ует Ует, Ю Би 40, Кенди Дълфър и Рене Фроже. Алън Парсънс и неговата група винаги присъстват на сцената и освен че изпълняват няколко песни на Алън Парънс Проджект и на Алън Парсънс, акомпанират и на изпълненията на всички останали изпълнители. За събитието Парсънс също така специално създава три нови инструментални парчета: The World Liberty Theme, Black Horizon и White Dawn. Групата на Парсънс се състои от Иън Беърнсън на китара, Стюарт Елиът на барабани, Андрю Пауъл и Ричард Котъл на клавишни, Феликс Криш на бас, като певци Мик Мутинс и Крис Томпсън, докато Алън Парсънс в допълнение към участието си в беквокали свири на клавишни и китара.
През същата година той организира ново световно турне от 50 дати, отново под вече доказаното име Алън Парсънс Лайв Проджект. Също през 1995 г. получава Награда „Ле Пол“ за отлични постижения, постигнати в прилагането на аудио технологията.

#### АлбумOn Air
През декември 1995 г. той започва да записва новия албум On Air („В ефир“), който излиза на 4 септември 1996 г. – албум, вдъхновен от епоса на полета, на Братя Монголфие и бъдещето с фантастичното предсказание за колонизацията на други галактики и далечни светове. Парсънс вика за сътрудници Иън Беърнсън, Ричард Котъл, Кристофър Крос, Греъм Дай, Стюарт Елиът, Джон Гиблин, Нийл Локуд, Стив Оувърланд, Гари Санктуари, Ерик Стюарт и Андрю Пауъл. За синглите Brother Up In Heaven и Fall Free се правят видеоклипове, които не успяват да увеличат продажбите, които като цяло не достигат очакванията. Следва турне, наречено "On Air World Tour", което продължава до 1998 г.
Също през 1996 г. Парсънс публикува за вътрешни лица, със Стивън Корт, Soundcheck 2.
През 1997 г. той се грижи за ремастерирането на песните на Алън Парсънс Проджект, които са включени в компилацията от два компактдиска The Definitive Collection.
През 1998 г. Парсънс става вицепрезидент на Група „Студия И Ем Ай“, която включва и Студия „Аби Роуд“. През 1998 г. напуска поста, решавайки да се върне към по-творчески начинания. Той остава като творчески консултант и асоцииран продуцент на групата.

#### АлбумThe Time Machine
След турнето On Air, между януари и май 1999 г. Парсънс записва албума си The Time Machine („Машината на времето“), който излиза на 28 септември, Заглавието му е заимствано от едноименния роман на Хърбърт Уелс. Тойт включва други известни изпълнители като Тони Хадли от Спандау Балей, Моя Бренан от Кланад, Бевърли Крейвън и приятелят му Колин Блънстън. За песента Dr. Evil Edit е издаден и видеоклип. Самата песен е включена като бонус песен за европейската версия с ремикс, с който Парсънс добавя разказа Dr. Evil, взет от филма „Остин Пауърс: Шпионинът любовник“, пуснат по кината през юни, в който режисьорът е посветил цитат на Алън Парсънс и Алън Парсънс Проджект. Албумът не се радва на голям успех, но значително надминава продажбите на On Air. Също през септември започва световното турне The Time Machine World Tour, в което европейски дати ще участва Тони Хадли като специален гост. Турнето приключва през декември в Япония.
През пролетта на 2000 г. Алън Парсънс се разделя със съпругата си Смоуки и след като закрива студиото си Парсоник, се мести с новата си партньорка Лиза Мари Грифитс, негова бъдеща съпруга, обратно в Калифорния.
Между 15 и 30 ноември 2000 г. той участва в продължение на дванадесет вечери в изданието на „Британска рок симфония" – проект на Дейвид Фишоф: изпълнителите, поканени да участват, изпълняват парчета на групи от 60-те и 70-те години, придружени от симфоничен оркестър и хор.

#### Разходка по „Аби Роуд“
През 2001 г. се ражда продукция на Тони Лудвиг в сътрудничество с Фронт Роу Пръдакшънс и Алън Парсънс, който след одобрението на сър Пол Маккартни дава живот на „A Walk Down Abbey Road“ – мултиартистично турне в чест на Бийтълс, в което между юни и юли Парсънс участва в 32 дати в САЩ и Япония. Проектът продължава близо четири години и сред изпълнителите са Тод Рундгрен, Ан Уилсън от Харт, Джон Ентуистъл от Ху и Джак Брус от Крийм. Структурата на шоуто включва първи сет, в който всички музиканти се събират, за да изпълняват свои хитове, и втори сет, включващ всички песни на Бийтълс.

#### Алън Парсънс Лайв Проджект, разпускане и възраждане
След като през 2000 г. и 2001 г. Парсънс възобновява световното турне The Time Machine World Tour, на 4 септември 2001 г. той обявява, че опитът на Алън Парсънс Лайв Проджект е прекратен, особено поради разстоянието между членовете на групата, след като той напуска и се мести в Калифорния, САЩ.
През януари 2003 г. Парсънс започва отново турне, но с обновена група, отново наречена Алън Парънс Лайв Проджект. Новите членове са Годфри Таунсенд на китара, Стив Мърфи на барабани, Джон Монтаня на бас, Мани Фокарацо на клавишни и Кип Уингър вокали, но голямата новина е, че самият Парсънс участва в хоровете, пее и използва китара, клавишни и миксър в някои песни. През октомври се подновява световното турне, което започва в САЩ и след това спира в Мексико и Испания, с вече консолидираната нова група, към която П. Дж. Олсън е добавен като глас, вместо Уингър.

#### АлбумA Valid Path
На 24 август 2004 г., след пет години мълчание в записите, Парсънс издава A Valid Path („Валидна пътека“) – нов солов албум, в който той започва да експериментира с електронна музика, като също така използва сътрудничеството на известни имена в тази област и специални гости като Дейвид Гилмор, Кристал метод, Нортек Колектив, Шпонгъл, Юберзоун и бившият член на Монти Пайтън Джон Клийз като разказвач. Участват още Дейвид Пек, Джеръми Парсънс, Аластеър Грийн и П. Дж. Олсън, който освен че пее, е съавтор на някои песни и подкрепя Парсънс като звуков инженер при смесването. Албумът, въпреки кризата на звукозаписния пазар, която продължава вече няколко години, постига добър резултат, изпреварвайки The Time Machine по продажби, с обичайните най-добри резултати на европейските пазари.
Албумът е последван от няколко турнета. Една от испанските дати на това турне е увековечена на DVD на живо в Мадрид, което включва някои от най-големите хитове на Алън Парсънс Проджект заедно с песни от последния им солов албум A Valid Path .
През май 2005 г. Парсънс се появява в Клуб „Кениън“ в Агура Хилс|, Калифорния, за да миксира звук за Уич Уанс Пинк? – базирана в Южна Калифорния трибютна група на Пинк Флойд и за тяхното изпълнение на Dark Side of the Moon в неговата цялост.
През 2006 г. Парсънс издава компилацията от три компактдиска Days Are Numbers, която включва неиздаваната досега песен No Answers Only Questions, оставена настрана през 1983 г.
За албума си A Valid Path Парсънс получава номинация на наградите Грами 2007 в категорията за най-добър албум със съраунд звук.

#### АлбумThe Alan Parsons Project - Expanded Edition
От март 2007 г. до септември 2008 г. Парсънс, в сътрудничество със Сони и Ерик Улфсън, се занимава с повторното публикуване на целия каталог на Алън Парсънс Проджект в ремастерирана и разширена версия, наречена Expanded Edition. Във всяко едно преиздание се добавя неиздаван материал и дори има шест или седем бонус песни на албум, като The Turn of a Friendly Card, който достига общо 17 песни.
През 2010 г. Алън Парсънс издава сингъла All Our Yesterdays чрез Оутентик Артистс, на който прави и видеоклип, и концертния албум Eye 2 Eye: Live in Madrid, записан на живо в Мадрид на 4 май 2004 г.
През същата година издава тройно DVD, озаглавено Art & Science Of Sound Recording – истински курс за обучение по музикално производство и запис, а през 2014 г. излиза и книга със същото заглавие. Сингълът "All Our Yesterdays" е написан и записан по време на създаването на ASSR. Поредицата, разказана от Били Боб Торнтън, дава подробни уроци за почти всеки аспект от процеса на звукозапис.

#### Обучителни сесии за майсторски клас и Награда „Дива 2012“
Също така през 2010 г. Парсънс започва поредица от семинари, наречени Обучителни сесии за майсторски клас, в които групи от практикуващи живеят един или повече дни в звукозаписните студия с Алън и често със специални гости. В семинарите, проведени от 16 до 19 ноември 2015 г., звукозаписното студио за домакин на Парсънс е „Аби Роуд“ в Лондон. Специален гост за тези дни е барабанистът на Пинк Флойд Ник Мейсън.
Като част от популяризирането на семинарите и Art & Science of Recording, през ноември 2011 г. Парсънс пише и продуцира сингъла Do You Live At All? За песента имат принос Ната Ийст на бас, Рами Джафе на клавишни, Вини Колаюта на барабани, Майкъл Томпсън на китари и П.Дж. Олсън на вокали.
През 2020 г., след десет години семинари, поради Ковид-19 Парънс временно трансформира обучителните сесии за майсторския клас в стийминг версия.
На 26 юни 2012 г. в Мюнхен, Германия той получава наградата „Дива 2012“ за цялостно творчество в категорията Зала на славата - Музика за цялостно творчество.

#### Сътрудничества за албумаThe Prog Collective, с Лихтмонд, Стивън Уилсън и Джейк Шимабукуро
Парсънс е звукоинженер на третия солов албум на Стивън Уилсън The Raven that Refused to Sing (And Other Stories), издаден на 25 февруари 2013 г.
На 14 август 2012 г. Клиопатра Рекърдс издава албума на басиста Били Шерууд The Prog Collective. Алън Парсънс се появява като гост-звезда, пеейки песента The Technical Divide.
През лятото на 2012 г. Парсънс е поканен да си сътрудничи с Лихтмонд за песента Precious Life от втория им албум Universe Of Light. Той е съавтор, допълнителен кийбордист и глас, а също така е направен и видеоклип.  Албумът излиза на 28 септември 2012 г., а видеоклипът – в края на август.
През септември 2012 г., като продуцент и инженер, той започва да записва албума на Стивън Уилсън, издаден през февруари 2013 г., The Raven That Refused to Sing (And Other Stories). Албумът получава много положителни отзиви и е отличен като „Прогресив албум на годината“ на Progressive Music Awards 2013.
На 2 октомври 2012 г. лейбълът Хитчхайк Рекърдс издава албума Grand Ukulele на Джейк Шимабукуро, изцяло продуциран от Алън Парсънс. Парсънс се появява и като аранжор на струнния квартет в песента Akaka Falls, разказвач в края на песента Gentlemandolin, а също и като музикант на синтезатора в кавъра на песента Fields Of Gold на Стинг.

#### АлбумLiveSpan
На 23 юли 2013 г. той издава третия си албум на живо, озаглавен LiveSpan („Продължителност на живота“), който в двоен компактдиск съдържа целия концерт в Зала „Бетовен“ в Щутгарт, Германия на 24 март 2013 г. Албумът е придружен от сингъла „Fragile“ със Саймън Филипс на барабаните.
През 2013 г. германският град Бад Кроцинген също въведе Алън Парсънс на Алеята на славата в градския парк.
На 14 октомври 2013 г. Клиопатра Рекърдс издават албума Epilogue на The Prog Collective, зад който стои басистът Били Шеруд. Албумът е записан през април 2013 г. и Алън Парсънс се появява като гост звезда, пеейки в песента Shining Diamonds.
От 1999 г. Алън Парсънс е на турне като Алън Парсънс Лайв Проджект. Групата на този етап включва вокалиста П. Дж. Олсън, китариста Джеф Колман, барабаниста Дани Томпсън, кийбордиста Том Брукс, бас китариста Гай Ерец, вокалистта и саксофонистта Тод Купър, китариста и вокалиста Дан Трейси, заедно с Парсънс на ритъм китара, клавишни и вокали. Тази група свири на живо в Меделин, Колумбия, през 2013 г. като Алън Парсънс Симфоник Проджект в изпълнение, записано за колумбийската телевизия и също издадено на CD (концертен 2-CD албум) и DVD (май 2016 г.).

#### Бокс-сетThe Alan Parsons Project - The Complete Albums Collection
През 2014 г. той издава The Complete Albums Collection – бокс-сет, съдържащ единадесет ремастерирани CD-та, пълната дискография на Алан Парсънс Проджект плюс неиздавания The Sicilian Defense, който първоначално е предложен на Ариста Рекърдс като пети албум на групата, но по-късно е заменен от албума The Turn of a Friendly Card през 1980 г. Единственият запис, който остава извън колекцията, е Freudiana, тъй като не е официално приписан на АПП. В допълнение към единадесетте CD-та, всички в индивидуални картонени кутии и с корици, възпроизведени като в оригиналните LP версии, бок-сетът съдържа и богата брошура от 28 страници с множество непубликувани снимки.

#### Сътрудничества: песенFragile, албумBlackfield V,Empire,песенIn The Key Of Silenceи албумElemental
През 2014 г. издава видеоклипа на песента Fragile със звучене, което препраща към стила на Пинк Флойд.
През февруари 2015 г. Алън Парсънс се грижи за продукцията на албума Blackfield V, петият албум на Блакфийлд – група, съставена от Стивън Уилсън и Авив Гефен. Поради поредица от закъснения, албумът е издаден едва на 10 февруари 2017 г.
На 6 ноември 2015 г. излиза албумът Citizen на басиста Били Шеруд, за който Алън Парсънс също си сътрудничи, пеейки в песента Empire.
На 19 ноември 2015 г., по време на семинар по изкуството и науката за звукозапис, проведен в Лондон в Студио „Аби Роуд“, Парсънс записва песента In The Key Of Silence за белгийската група Фиш он Фрайдей. Песента е включена в албума Quiet Life, издаден от групата на 26 май 2017 г., като Парсънс е кредитиран като продуцент, и песента.
На 25 януари 2016 г. излиза албумът Elemental на Ърт (The Earth) от Даймънд Пъблишинг в ограничено издание от само петстотин копия на LP. Това е младежката група, в която Парсънс свири като китарист в края на 60-те години, а албумът е записан в края на 1968 г. и след това миксиран на 10 януари 1969 г., но след това никога не е издаван. Групата включва освен Алън Парсънс на китара певеца Иън Харис, Бари Мичъл на бас, Фил Броктън на барабани и Рей Куили на орган.

#### Deluxe Box Set Editionи носител на Награда „Грами“
През 2016 г., по повод 40-ата годишнина от публикуването на Tales of Mystery and Imagination Edgar Allan Poe от 1976 г., Алън Парсънс заедно с дъщерята на Ерик Улфсън работят по създаването на престижен бокс сет със заглавие Tales of Mystery and Imagination 40º Anniversary Edition Super Deluxe Box Set: в бокс-сета освен различни сувенири са включени 1 Blu-ray 5.1 съраунд, 3 CD-та, 2 LP-та и книжка от 60 страници.
На 27 май 2016 г. той издава четвъртия си албум на живо Live in Colombia, записан по време на концерта в Меделин, по време на турнето, проведено в Колумбия, на 31 август 2013 г.
Легаси Рекордингс – каталожното подразделение на Сони Мюзик Ентъртейнмънт, отпразнува 35-ата годишнина на албума на АПП Eye in the Sky със световното издаване на окончателен луксозен колекционерски бокс сет, включващ рядък и неиздаван материал, на 17 ноември 2017 г. Това е бокс сет с ремастеринг на оригиналния албум и с добавяне на множество редки и неиздавани материали, всички на 3 компактдиска, 2 LP-та, 1 Blu-ray 5.1 съраунд, книжка от 60 страници, 1 промоционален флексидиск и различни сувенири. Това специално издание носи името Eye in the Sky 35th Anniversary Edition Super Deluxe Box Set и много прецизната работа по ремастерирането на целия материал специално за blu-ray версията струва на Парсънс победата на две награди.
На 13 септември 2018 г. в Шекспировия театър „Глобус“ в квартал Съдърк в Лондон, Парсънс спечели Наградата за прогресив музика за 2018 г. в категорията „Преиздание на годината“ за албума Eye in the Sky 35th Anniversary Edition. На 7 декември 2018 г. Парсънс е номиниран за наградите Грами 2019 в категорията „Съраунд звук - Най-добър завладяващ аудио албум“. На 10 февруари 2019 г. в Стейпълс център в Лос Анджелис той печели първата си награда „Грами“ за отличната работа, свършена при създаването на 35th Anniversary Edition dell'album Eye In The Sky, като победата е и благодарение на неговите сътрудници Дейв Донълиy и П.Дж. Олсън, които се присъединяват към него като съраунд мастеринг инженер. Парсънс поради служебни ангажименти не може да присъства на церемонията по награждаването и неговите сътрудници организират изненадваща церемония за него по време на концерта на 4 април 2019 г. в Театър „Сабан“ в Бевърли Хилс в Калифорния.

#### АлбумThe Secret
През втората половина на 2017 г., в дома си в ранчото „Трес Вентос“ в Калифорния, той създава ново звукозаписно студио, ParSonics Studio, официално открито на 19 юли 2018 г. През 2018 г. започва работа там по запис на песните, които да бъдат включени в нов диск. След почти година работа, на 26 април 2019 г. той издава петия си солов албум The Secret („Тайната“) – първият му албум от 15 години насам. Едновременно с издаването на диска той публикува видеоклипа на песента As Lights Fall. На 28 август той пусна видеоклипа на песента „One Note Symphony“ по случай 50-ата годишнина от космическата мисия на НАСА Аполо 11, която на 20 юли 1969 г. води първите хора до Луната. Във видео клипа има жив запис на песента по време на концерта на 3 и 4 юни в Тел Авив, Израел. В създаването на The Secret участват Стив Хакет, Иън Беърнсън, Нейтън Ийст, Вини Колаюта, Лу Грам от Форинър и някои изпълнители, принадлежащи към новото поколение като Джаред Махоун, Джейсън Мраз и Джейк Шимабукуро. Парсънс е почти вездесъщ в албума, появявайки се като продуцент, звукозаписен инженер, съавтор на всички песни, диригент, вокалист, беквокалист и разказвач, също така участва с няколко музикални инструмента, включително клавишни, китари и перкусии. През 2019 г., за да популяризира албума, Парсънс прави световно турне на 73 дати, като изпълнява в САЩ, Канада, Германия, Италия, Швейцария, Холандия, Белгия, Турция, Израел и Русия. 
Интервюиран защо е избрал концепцията за магия за албума, Парсънс заявява, че изборът е бил в ума му от известно време, тъй като той е пристрастен по магията и илюзионизма и е член на Magic Castle в Лос Анджелис от години. Той също така заявява, че е сътрудничил с японска компания, специализирана в производството на артикули за фокусници, Tenyo, като пише ръководства с инструкции и каталози за техните артикули за тях.

#### Версия на каталонски наEye In The Skyи Награда „Грами“
През ноември 2019 г. Парсънс участва в благотворително събитие, организирано от испанската телевизия TV3, за набиране на средства за изследване на редки болести. Създаден е компактдиск с участието на няколко изпълнители, включително Ноа, Лола Индиго, Ванеса Мартин, Амарал, Roger Mas, Пегатина, Мики Нунес и Алекс Убаго. Парсънс записва песента Seré Els Teus Ulls Al Camì – адаптация на каталонски на Eye in The Sky, а също така прави видеоклип. Албумът е издаден на 1 декември 2019 г. със заглавие Minories Que Fan Una Majoria.
Освен че получава златни и платинени награди от много нации, Парсънс има 14 номинации за наградата Грами. През 2019 г. най-накрая печели първата си награда Грами за най-добър завладяващ аудио албум за своето ремастерирано 35-о юбилейно издание на Eye in the Sky.

#### Луксозен бокс-сетAmmonia Avenue
На 27 март 2020 г. Парсънс издава престижен бокс-сет за 35-ата годишнина на албума Ammonia Avenue от 1984 г. По-точно сетът трябва да бъде пуснат през 2019 г., но поради поредица от закъснения е пуснат в продажба през 2020 г., което на практика довежда до почит към 36-ата годишнина. Съдържанието е редактирано заедно с дъщерята на Улфсън и се състои от три компактдиска (оригиналът плюс два неиздавани песни и бонус песни), две дългосвирещи плочи, 5.1 съраунд Blu-ray на оригиналния албум, мастериран от Алън Парсънс, и също видеоклиповете на песните Don't Answer Me и Prime Time, книжка от 60 страници и различни сувенири.

#### Сейв дъ Уърлд
На 22 февруари 2021 г., по повод преиздаването на албума One на групата Сейв дъ Уърлд, излиза видеоклипът на песента Circus Maximus. Във видеото Парсънс се поддава на епизодична роля, в която рецитира: „Събуди се свят! Създадени сме да имаме цел. Изключи шума от този медиен цирк.“ Групата е формирана от триото Дан Трейси, Робърт Райт и Джон Висоцки. Дан Трейси е китарист и беквокалист на Алън Парънс Лайв Проджект от 2017 г.

#### Най-превъзходният орден на Британската империя
На 12 юни 2021 г. Алън Парсънс е удостоен със званието Офицер на Ордена на Британската империя (OBE) от кралица Елизабет II за неговия ангажимент към музиката и музикалното производство. Това е едно от най-важните отличия в Обединеното кралство и се дава на рождения ден на кралицата. 

#### АлбумиThe NeverEnding ShowиOne Note Symphony
На 30 септември 2021 г. Алън Парсънс издава видеоклипа на песента The NeverEnding Show, която дава заглавието на албума на живо, издаден през ноември следващата година.
На 5 ноември 2021 г. той издава концертния албум The NeverEnding Show - Live In The Netherlands, записан по време на концерта, проведен в Утрехт, Нидерландия, на 5 май 2019 г. Песента The NeverEnding Show в аудио формат, издадена преди това, е вмъкната в албума, а видеоклипът е включен в DVD.
На 11 февруари 2022 г. Парсънс издава концертния албум One Note Symphony - Live in Tel Aviv, записан по време на концерта, проведен в Тел Авив, Израел на 4 юни 2019 г. Концертът се изпълнява със съдействието на Израелския филхармоничен оркестър, дирижиран от Том Брукс – клавишни на Алън Парънс Лайв Проджект.

#### АлбумFrom the New World
Между ноември 2021 г. и март 2022 г. Парсънс, заедно с членовете на групата си, записват песните за новия албум в Студио „Парсоник“, който след това е издаден от Фронтиърс Рекърдс на 15 юли 2022 г. и е озаглавен From the New World („От Новия свят“). Гост звездите включват китариста Джо Бонамаса, певеца на Стикс Томи Шоу, бившия член на Амброзия Дейвид Пак и Джеймс Дърбин.
Албумът включва и кавъра на известната песен на Ронетс Be My Baby, силно желана от Парсънс, като перфектен пример за т. нар. стена на звука, изобретена през 60-те години от продуцента Фил Спектър, и удовлетворението на желанието му за цялата кариера, за да признае работата на великия продуцент. Песента е изпята от Табита Феър, доведената дъщеря на Парсънс.

#### Бокс-сетThe Complete Albums Collection
На 18 ноември 2022 г. Алън Парсънс и наследниците на Ерик Улфсън издават престижна лимитирана серия с кутия, отваряща се отгоре като пакет цигари, съдържаща на LP всички албуми на Алън Парсънс Проджект, ремастерирани с най-новите технологии, налични от Майлс Шоуърел в Студио „Аби Роуд“ в Лондон. В бокс сета е включен и11-ият неиздаван албум The Sicilian Defense. Вътре в кутията е включен книжка от шестдесет страници, в която е проследена историята на АПП.

### Кийтс
През 1983 г. Алън Парсънс и Ерик Улфсън решават да създадат паралелна група на Алън Парсънс Проджъкт, за да се опитат да дадат по-голяма видимост на музикантите и сесиите, които за седем албума са се присъединили към тях за създаването на хитовете на АПП. Идеята е да се остави написването на песните на музикантите, а Парсънс и Улфсън да се погрижат за продукцията, записа и мениджмънта. Зад името Кийтс (Keats) стоят Дейвид Пейтън, Иън Беърнсън, Стюарт Елиът, Колин Блънстън, Ричард Котъл и Питър Бардънс от Кеймъл. Името на групата е това на най-добрия френски ресторант в Лондон, който Ерик и Алън често посещават. Дебютният албум на проекта също се нарича Keats и е записан в Студио „Аби Роад“ от декември 1983 до март 1984 г., за да бъде издаден през май. В опита да му се даде възможно най-голяма видимост, на обложката е вмъкнат ефектен текст Produced by Alan Parsons и е направен видеоклип за песента Turn Your Heart Around.  Албумът няма толкова голям успех, така че И Ем Ай, които първоначално са избрали създаването на втори албума, се оттеглят, постановявайки края на експерименталната група.

## Личен живот
Баща му Денис Парсънс е внук на актьора сър Хърбърт Биърбом Трий. Денис Парсънс е учен, режисьор и пресаташе на Британската библиотека, както и талантлив пианист и флейтист. Той разработва Кодекса на Парсънс като средство за класифициране на музикална мелодия и е автор на The Directory of Tunes and Musical Themes (1975, ревизиран 2008).
Алън Парсънс живее в Санта Барбара, Калифорния, във ферма, ориентирана към производството на био авокадо, наречена Ранчо „Трес Вентос“. Има двама сина – Джеръми и Даниел от първия си брак със Смоуки, с която се развежда през 2000 г. Женен е за Лиза Мари Грифитс от 12 април 2003 г., с която има две дъщери – Табита (доведена) и Бритни.

## Дискография

### С Алън Парсънс Проджект

#### Студийни албуми
- Tales of Mystery and Imagination (1976)
- I Robot (1977)
- Pyramid (1978)
- Eve (1979)
- The Turn of a Friendly Card (1980)
- Eye in the Sky (1982)
- Ammonia Avenue (1984)
- Vulture Culture (1985)
- Stereotomy (1985)
- Gaudi (1987)
- Freudiana (1990) – австрийски оригинален изпълнителски музикален саундтрак, на практика соло проект на Е. Улфсън
- The Sicilian Defence (2014, записан през 1979) – част от бокс сетове.

#### Сборни албуми
- The Best of the Alan Parsons Project (1983)
- The Best of the Alan Parsons Project, Vol. 2 (1987)
- The Instrumental Works (1988)
- Pop Classics (1989)
- Anthlogy (1991)
- The Best of the Alan Parsons Project (1992)
- The Ultimate Collection (1992)
- The Definitive Collection (1997)
- Gold Collection (1998)
- Arista Heritage Master Hits (1999)
- Eye In The Sky: The Encore Collection (1999)
- Anthology (2002)
- Love Songs (2002)
- Silence: The Very Best of the Alan Parsons Project (2002)
- Platinum & Gold Collection (2003)
- Ultimate (2004)
- Extended Versions: The Encore Collection (2004)
- The Dutch Collection (2006)
- Days Are Numbers (2006)
- The Essential Alan Parsons Project (2007)
- The Collection (2010)
- Greatest Hits (2012)
- Playlist: The Very Best of The Alan Parsons Project (2013)
- All the Best (2015)

#### Специални издания и бокс сетове
- Tales of Mystery and Imagination Edgar Allan Poe - Remix '87 (1987)
- Original Album Classics (2010)
- The Complete Albums Collection (2014)
- The Turn of a Friendly Card - 35th Deluxe Anniversary Edition (2015)
- Tales of Mystery 40th Anniversary Edition Super Deluxe Box Set (2016)
- Eye in the Sky 35tversary Edition Super Deluxe Box Set (2017)
- Ammonia Avenue Super Deluxe Box Set (2020)
- The Complete Albums Collection - LP (2022)
- The Turn of a Friendly Card - Deluxe Limited Edition Boxed Set (2023)

### С Кийтс

#### Студийни албуми
- Keats (1984)

### Соло

#### Студийни албуми
- Try Anything Once (1993)
- On Air (1996)
- The Time Machine (1999)
- A Valid Path (2004)
- The Secret (2019)
- From the New World (2022)

#### Концертни албуми
- Live (1994) – излязъл само в Европа
- The Very Best Live (1995) – взет от същото турне като Live, но с добавяне на три бонус песни. През 1995 г. е публикуван само в САЩ, а в Европа ще бъде публикувана през 1999 г.
- Eye 2 Eye: Live in Madrid (2010)
- Alan Parsons LiveSpan (2013)
- Alan Parsons Symphonic Project, Live in Colombia (2016)
- The Neverending Show - Live in The Netherlands (2021)
- One Note Symphony - Live in Tel Aviv (2022)

#### Сборни албуми
- Old And Wise: Greatest Hits (2004)
- The Best Of (2005)
- The Hit-Collection (2006)

#### Специални издания и бокс сетове
- The Secret Deluxe Collector's Edition Box Set (2019)
- From the New World Deluxe Collector's Edition Box Set (2022)

### Звукорежисьор
- Бийтълс, Abbey Road (1969)
- Пинк Флойд, Atom Heart Mother (1970)
- Рой Харпър, Stormcock (1971)
- Уингс, Wild Life (1971)
- Пинк Флойд, The Dark Side of the Moon (1973)
- Пол Макартни и Уингс, Red Rose Speedway (1973)
- Холис, Hollies (1974)
- Холис, Another Night (1975)
- Амброзия, Ambrosia (1975)
- Ал Стюарт, Year of the Cat (1976)
- Ал Стюарт, Time Passages (1978)
- Стивън Уилсън, The Raven That Refused to Sing (And Other Stories) (2013)

### Продуцент
- Пайлът, From the Album of the Same Name (1974)
- Кокни Ребъл, The Psychomodo (1974)
- Стив Харли енд Кокни Ребъл, The Best Years of Our Lives (1975)
- Пайлът, Second Flight (1975)
- Ал Стюърт, Modern Times (1975)
- Дийн Форд, Dean Ford (1975)
- Ричард Майхил, 21 Days In Soho (1975)
- Джон Майлс, Rebel (1976)
- Ал Стюарт, Year of the Cat (1976)
- Амброзия, Somewhere I've Never Travelled (1976)
- Тери Силвестър, I Believe (1976)
- Пайлът, Two's A Crowd (1977)
- Ал Стюарт, Time Passages (1978)
- Холис, A Crazy Steal (1978)
- Лени Закатек, Lenny Zakatek (1979)
- Джон Майлс, More Miles Per Hour (1979)
- Джон Майлс, Sympathy (1980)
- Кийтс, Keats (1984)
- Aндрю Пауъл, Ladyhawke (1985), саундтрак
- Лондонски симфоничен оркестър, Symphonic Music of Yes (1993)
- Тин Дръм, Real World (1993)
- Тери Силвестър, I Believe in Love (1994)
- Ал Стюарт, Seemed Like a Good Idea at the Time (1996)
- Айконик Феър, Turning the Tide (2000)
- Алан Саймън, Excalibur II - The Celtic Ring (2000)
- Алехандро Лернер, Enojado (2007)
- Майк Доусън, Mona D (2008)
- Джейк Шимабукуро, Grand Ukulele (2012)
- Дейв Барет Трио, David Barrett Trio (2013)
- Стивън Уилсън, The Raven That Refused to Sing (And Other Stories) (2013)
- Електрик Литани, Enduring Days You Will Overcome (2014)
- Блекфийлд, Blackfield (2017)
- Фиш он Фрайди, Quiet Life (2017)
- Джонатан Силия Фаро, Growing Up Chrismas List (2019)
- Айконик Феър, Turning the Tide (2019)

## Видеография

### Видеоалбуми

#### Соло
- 2005 - Live in Madrid
- 2016 - Live in Colombia (видео)
- 2021 - The NeverEnding Show - Live In The Netherlands (видео)
- 2022 - One Note Symphony - Live in Tel Aviv (видео)

### Музикални видеоклипове

#### Соло
- Turn It Up (1993)
- Brother Up In Heaven (1996)
- Fall Free (1996)
- Cloudbreak (1996)
- Dr. Evil Edit (1999)
- All Our Yesterdays (2010)
- Fragile (2014)
- I Can't Get There From Here (2019)
- As Lights Fall (2019)
- One Note Symphony (2019)
- The NeverEnding Show (2021)
- Uroboros (2022)
- I Won't Be Led Astray (2022)
- Give 'Em My Love (2022)

#### С Алън Парсънс Проджект
- I Wouldn't Want to Be Like You (1977)
- Lucifer (1978)
- The Gold Bug (1980)
- May Be A Price To Pay (1980)
- Games People Play (1980)
- The Turn of a Friendly Card (part two) (1980)
- Eye in the Sky (1982)
- Prime Time (1984)
- Don't Answer Me (1984)
- Let's Talk About Me (1985)
- Stereotomy (1985)
- Standing on Higher Ground (1987)
- Freudiana (1990)

#### С Кийтс
- Turn Your Heart Around (1984)

#### С други
- Precious Life (2012), Лихмонд
- Seré Els Teus Ulls Al Camì (2019), Ла Маратò

### Професионални видеа

#### Соло
- 1993 - Sound Check
- 1996 - Sound Check 2
- 2010 - Art & Science Of Sound Recording (3 DVD)

#### С Алън Парсънс Проджект
- 1979 - The Complete Audio Guide To
- 1982 - The Complete Audio Guide To - Extended

## Книги
- Alan Parsons, The Master Tape Book, APRS, 1 novembre 1992, ISBN 978-09-520-0180-5
- Alan Parsons e Julian Colbeck, Alan Parsons, Art & Science of Sound Recording: The Book, поредица Technical Reference, Hal Leonard Corporation, 2014, ISBN 978-14-584-4319-9

## Звукозаписни студия
Алън Парсънс по време на кариерата си е създал няколко лични звукозаписни студиа, също и за да актуализира оборудването и винаги да разполага с най-модерното такова. 
- 1978 – 1981: Лично звукозаписно студио, Монте Карло, Монако
- 1985 – 1991: Грандж (The Grange), Бененден, Англия
- 1992 – 2000: Парсоникс (ParSonics), Съсекс, Англия
- 2001 – 2017: Tunnel Studios, Санта Барбара, Калифорния
- 2017 – настояще: ParSonics Studio, Санта Барбара, Калифорния

## Отличия и награди

### Получени
- 1995: Награда „Ле Пол“
- 2015: Награда „ДИВА“, Категория „Зала на славата – цялостно музикално творчество“
- 2018: Награда за прогресив музика, Категория „Преиздание на годината“ за албума  Eye in the Sky – 35th Anniversary Edition
- 2019: Награда „Грами“, Категория „Съраунд звук – Най-добър завладяващ аудио албум“ за Eye in the Sky – 35th Anniversary Edition.
- 2021: Офицер на Ордена на Британската империя (OBE) в Наградите за рождения ден на Кралица Елизабет II за 2021 г. за заслуги в музиката и музикалното производство.[127]

### Номинации

#### Награди „Грами“
- 1973: Най-добър звукорежисиран албум, некласически – за The Dark Side of the Moon на Пинк Флойд
- 1975: Най-добър звукорежисиран албум, некласически, за Ambrosia на Амброзия
- 1976: Най-добър звукорежисиран албум, некласически, за Somewhere I've Never Travelled на Амброзия
- 1976: Най-добър звукорежисиран албум, некласически, за Tales of Mystery and Immagination на Алън Парсънс Проджект
- 1978: Най-добър звукорежисиран албум, некласически, за Pyramid на Алън Парсънс Проджект
- 1978: Продуцент на годината, за Алън Парсънс
- 1979: Най-добър албум с оригинална музика, написана за филм или специално телевизионно предаване, за филма Ice Castles, парче Voyager на Алън Парсънс Проджект
- 1979: Най-добър звукорежисиран албум, некласически, за Eve на Алън Парсънс Проджект
- 1981: Най-добър звукорежисиран албум, некласически, за The Turn of the Friendly Card на Алън Парсънс Проджект
- 1982: Най-добър звукорежисиран албум, некласически, за Eye in the Sky на Алън Парсънс Проджект
- 1986: Най-добро рок инструментално изпълнение (оркестрово, групово или соло), за "Where's The Walrus?" Алън Парсънс Проджект
- 1986: Най-добра опаковка на албум, за Stereotomy на Алън Парсънс Проджект – издание с червена и синя пластмасова задна корица
- 2007: Най-добър албум със съраунд звук, за вокални или инструментални албуми, само за албуми, за  A Valid Path на Алън Парсънс
- 2019: Най-добър завладяващ аудио албум, за  Eye In The Sky – 35th Anniversary Edition на Алън Парсънс Проджект[128]

#### Други номинации
- 1984: Видеомузикални награди на Ем Ти Ви – Категория „Най-експериментално видео“, за Don't Answer Me на Алън Парсънс Проджект